# Yutaka
Yutaka, grundad som Shinsei tillverkning, var ett japanskt företag som fungerade inom området för datorspelsutgivning. Det bytte namn och gick med i Bandai-gruppen i januari 1990. Yutaka gick med i Popy 2003 efter en fusion och försvann.